# Euloboptera nitida
Euloboptera nitida är en kackerlacksart som först beskrevs av Robert Walter Campbell Shelford 1910.  Euloboptera nitida ingår i släktet Euloboptera och familjen småkackerlackor. Inga underarter finns listade i Catalogue of Life.